# Timotheus Attar

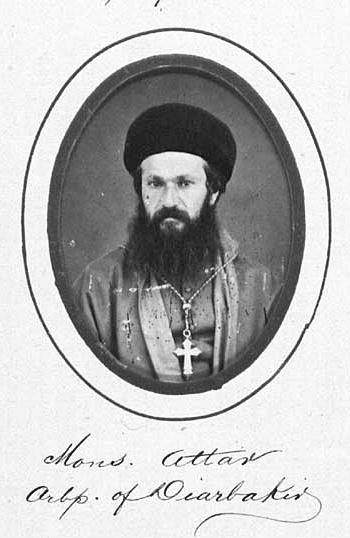
Erzbischof Attar als Konzilsvater, 1870

Timotheus Attar (* 2. Februar 1832 in Diyarbakır, Osmanisches Reich; † 6. Oktober 1891 ebenda) war ein Bischof der Chaldäisch-katholischen Kirche.

## Leben
Abdel-Massih Attar studierte von 1854 bis 1861 am Kolleg der Propagandakongregation in Rom. Bei seiner Priesterweihe nahm er den Namen Petrus an. 1869 wurde er zum chaldäisch-katholischen Bischof von Diyarbakır gewählt und 1870, während des Ersten Vatikanischen Konzils, in Rom durch Patriarch Joseph VI. Audo (1848–1878) ordiniert. Als Bischof führte er den Namen Timotheus und den persönlichen Titel eines Erzbischofs. 1873 trat er von seinem Amt zurück, wurde jedoch noch im selben Jahr zum Bischof von Mardin bestellt. Während der Sedisvakanz nach dem Tod Audos wirkte er als Patriarchatsverwalter. 1883 trat er erneut zurück und ging in seine Heimatstadt Diyarbakır. 1887 unternahm er eine Wallfahrt in das Heilige Land und nach Rom. Ab 1888 weilte er wieder im Orient. Er starb im Alter von 59 Jahren. Sein Nachfolger auf der chaldäisch-katholischen Kathedra von Mardin wurde Elias Mellus.